# 방사성 추적자
방사성 추적자(放射性追跡子, 영어: radioactive tracer)는 하나 이상의 원자가 방사성 동위원소로 대체된 화합물이며, 방사성 붕괴로 인해 방사성 동위원소가 반응물로부터 생성물로 이어지는 경로를 추적하여 화학 반응의 메커니즘을 탐색하는 데 사용할 수 있다. 따라서 방사성 표지(放射性標識, 영어: radioactive label) 또는 방사성 추적(放射性追跡, 영어: radiotracing)은 동위원소 표지의 방사성 형태이다. 생물학에서 방사성 동위원소 추적자의 사용은 때때로 방사성 동위원소 표지(放射性同位元素標識, 영어: radioisotope labeling)라고 한다.

## 같이 보기
- 동위원소 표지